# Freizeitpark Marienfelde

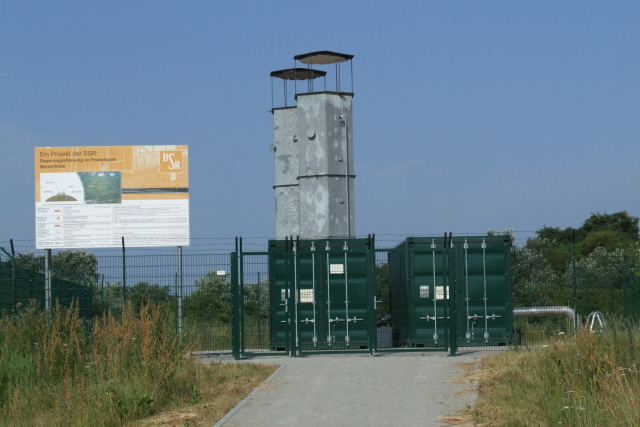
Abfackelung des Deponiegases

Der Freizeitpark Marienfelde ist eine rund 40 Hektar große geschützte Grünanlage am südlichen Stadtrand von Berlin, gelegen im Südosten des Ortsteils Marienfelde. Er wurde auf einer ehemaligen Mülldeponie errichtet.

## Geschichte
Die Mülldeponie wurde von 1950 bis 1981 betrieben. In dieser Zeit lagerten die Berliner Stadtreinigungsbetriebe (BSR) rund vier Millionen Kubikmeter Hausmüll ab. Südlich der Deponie befand sich das Klärwerk Marienfelde zwischen Park und Feldern; seine Funktion wurde inzwischen vom Klärwerk Waßmannsdorf übernommen. Aus der Deponie entweicht, auch noch Jahre nach der Schließung, das Treibhausgas Methan, das mit Erdgas weitgehend identisch ist. Bei der Umgestaltung zum Freizeitpark, erster Teil feierlich eröffnet am 7. Juni 1980, wurde eine Anlage zur Abführung des Methans gebaut. Das aufgefangene Methan wurde in der benachbarten Schokoladenfabrik Stollwerck bis 1995 zur Erzeugung von Wärme eingesetzt. Im Februar 2001 kam es im Parkgelände zu einer Verpuffung des Methans. Aus Sicherheitsgründen wurde der Park sofort geschlossen. Die Arbeiten an der Auffanganlage für das Methan dauerten über vier Jahre. 2004–2005 errichtete die BSR eine Anlage zur Gaserfassung, die den gesamten Park überwacht. Erst am 8. September 2005 wurde der Freizeitpark wieder eröffnet. Seit diesem Vorfall wird das Gas nicht mehr genutzt, sondern abgefackelt.
Die Bürgerinitiative Rettet die Marienfelder Feldflur setzte sich nach der Wiedereröffnung des Parks im Frühjahr 2006 für eine endgültige Schließung des Geländes ein. Die Begründung war, dass in den Jahren der Ruhe neue Biotope entstanden sind, die nun durch die Nutzung wieder zerstört werden. Insbesondere seltene Vogelarten haben sich hier angesiedelt.
Auf rund 15 Hektar des Parks entstand in den darauf folgenden Jahren ein Naturerlebnisgebiet mit einer Naturschutzstation des NABU, die 2010 eröffnete. Ein 1,5 Kilometer langer Naturerlebnispfad führt an insgesamt neun verschiedenen Stationen vorbei. Er beginnt im Norden an der Straße 478 mit einem Folienteich, ein künstlich angelegtes Flachgewässer, an dem Kröten, Molche und Libellen sowie die Ringelnatter beobachtet werden können (Amphibienlaichgewässer). Von Mai bis August steht der Seltene Wasserschlauch in der Blüte. Der Weg führt in südlicher Richtung zur zweiten Station, die als Landschaftspflegetruppe bezeichnet ist. Dort weiden Schafe, um eine Sukzession von Sträuchern und Bäumen in das Offenland zu verhindern. Es folgt der Schattenteich mit der danach benannten Station Licht und Schatten. Durch einen gezielten Randbewuchs des Teiches entstehen in Abhängigkeit von der Sonneneinstrahlung und dem Sonnenstand in dem Gewässer unterschiedliche Zonen, in denen der Rohrkolben, die Wasserlinse sowie weitere Wasserpflanzen und Algen gedeihen. Der Weg biegt an der Naturschutzstation in östliche Richtung zum Zauneidechsenhang ab, an dem die Zauneidechse beobachtet werden kann. Kurz darauf erreicht man eine Abzweigung mit der Station 6, an der in südöstlicher Richtung der Alpengipfel, die höchste Stelle des Parks, erreicht werden kann. Folgt man der Station 6, die den Titel Andere Wege gehen trägt, gelangt man in nordwestlicher Richtung zu einer Wiese mit einem Naturguckerpfad. Er ermöglicht die Beobachtung von Schmetterlingen, Kaninchen und Ringelnattern. In nordöstlicher Richtung führt die Abzweigung zum Wechselkrötenteich und der Station 7 (Lebensräume am Stillgewässer). In westlicher Richtung schließt sich daran die Station 8, die Brachflächen der Stadt an, die aus Ruderalflächen mit einer entsprechenden Ruderalvegetation bewachsen ist. Der Erlebnispfad endet an der Station 9, dem bereits erwähnten Teich, an dem die grüne Wechselkröte, der Moorfrosch, die Knoblauchkröte sowie der Kammmolch leben.
Am 1. Januar 2016 übernahm der Verein Naturwacht Berlin e. V. die Trägerschaft vom NABU.

## Lage
Am Fuß des Berges befinden sich Einrichtungen des Instituts für Wasser-, Boden- und Lufthygiene. Im Osten gibt es entlang des Königgrabens eine Verbindung zum Gutspark Marienfelde. An den Freizeitpark grenzt im Norden eine Anlage für Skater und Radfahrer.

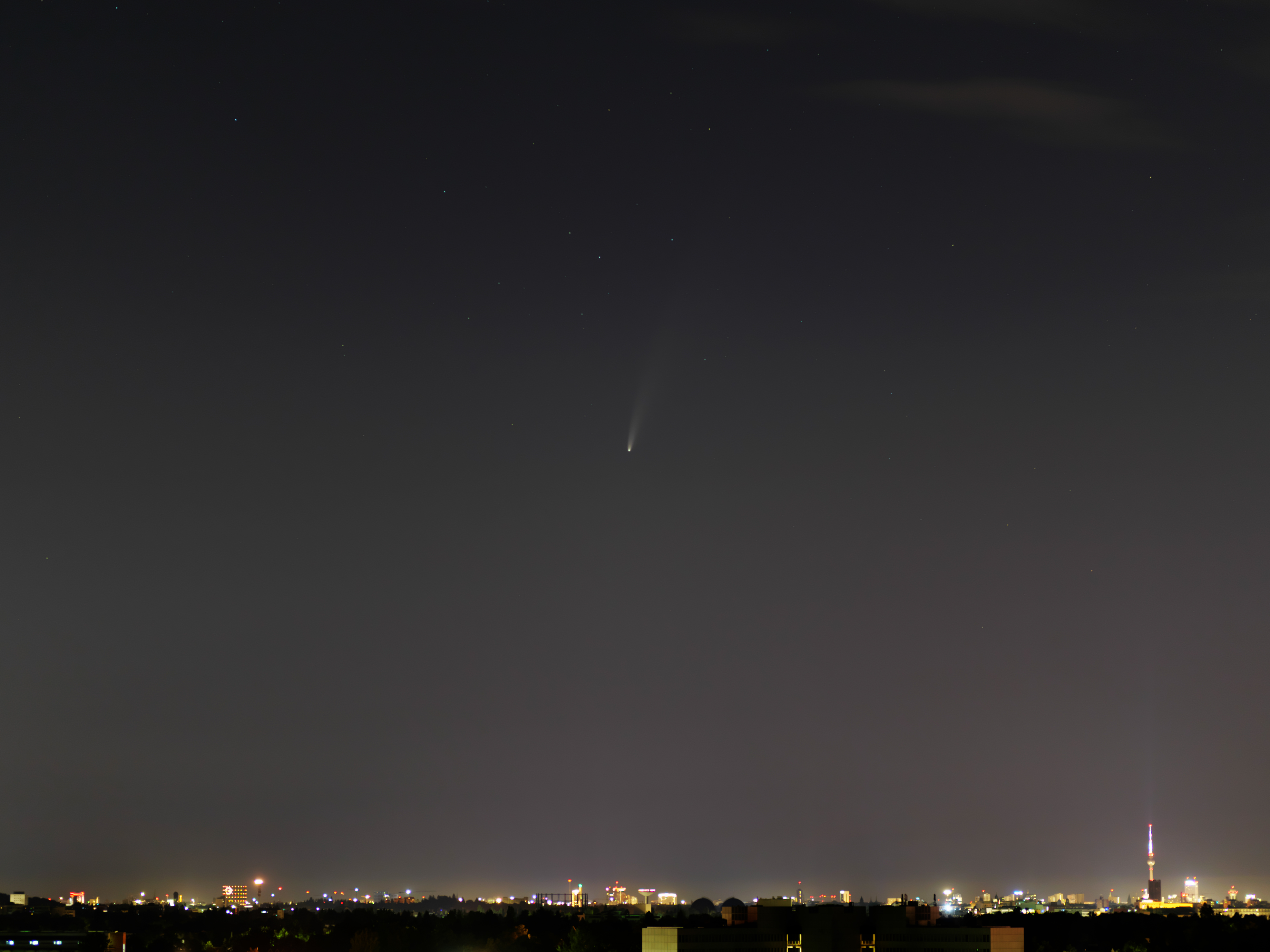
Der Komet C/2020 F3 (NEOWISE) im Sternbild Luchs am 14. Juli 2020 um 1:16 Uhr MESZ vom Alpengipfel aus gesehen. Links unten der Gasometer Schöneberg und rechts unten der Berliner Fernsehturm

Die höchste Erhebung im Park misst 77 Meter. Von hier bietet sich ein Ausblick über die Stadtlandschaft Berlins und im Süden auf das Landschaftsschutzgebiet Diedersdorfer Heide und Großbeerener Graben des Landkreises Teltow-Fläming. Im Schatten dieses Müllbergs hat sich ein Rest landwirtschaftlicher Nutzfläche erhalten können, die Marienfelder Feldflur.
Der Freizeitpark wird von zwei grünen Hauptwegen Berlins, den Nord-Süd-Weg (Nummer 5) und den Teltower Dörferweg (Nummer 15), durchquert, die sich in westlicher Richtung über den Schlehenberg fortsetzen.